# Alessandro Vittoria
Alessandro Vittoria, född 1525 i Trento, död 1608 i Venedig, var en italiensk skulptör och arkitekt.
Allessandro Vittoria kom 1543 till Venedig och blev lärling hos Jacopo Sansovino. Han ägnade sig där mera åt skulptur än åt arkitektur och utvecklade en fri, något självständig stil, som Sansovino ogillade. Vittoria lämnade honom 1547 och begav sig till Vicenza, där Andrea Palladio anställde honom som stuckatör, särskilt vid dekoreringen av den av Palladio byggda Villa Barbaro i Maser. Efter att författaren Pietro Aretino talat väl för honom hos Sansovino återvände Vittoria 1553 till honom som assistent. 

## Verk
Bland hans arkitektoniska verk kan nämnas Scuola di San Girolamo och Palazzo Balbi vid Canal Grande. Bland hans många skulpturverk finns Karyatiderna vid ingången till Biblioteca di San Marco (1543–1547), Sankt Sebastian i San Salvatore,Sankt Hieronymus i Frarikyrkan, Sankta Catarina och Daniel i San Zulian, Sankta Justina och Sankt Dominicus i det av honom byggda Capella del Rosario till kyrkan Santi Giovanni e Paolo, flera figurer på monumentet över Contarini i Sant'Antonio di Padova i Padua samt hans egen gravvård i San Zaccaria, med en  byst mellan allegoriska figurer av "Arkitekturen" och "Skulpturen". 
Vittoria utmärkte sig särskilt för sina byster. De flesta av dessa återfinns numera utanför Italien.